# Englebelmer
Englebelmer (picardisch: Ingbèlmèr) ist eine nordfranzösische Gemeinde mit 292 Einwohnern (Stand 1. Januar 2022) im Département Somme in der Region Hauts-de-France. Die Gemeinde gehört zum Kanton Albert und ist Teil der Communauté de communes du Pays du Coquelicot.

## Geographie
Die Gemeinde liegt rund sieben Kilometer nordwestlich von Albert an der Départementsstraße D129. Englebelmer ist mit dem nordwestlich gelegenen Ortsteil Vitermont zusammengewachsen.

## Geschichte
Im Flurstück Les Champs Brûlés wird eine karolingische Niederlassung vermutet. Die Pfarreien von Englebelmer und Vitermont wurden 1801 zusammengelegt. Im Ersten Weltkrieg fanden in der Nähe Kämpfe statt.

## Einwohner
| 1962 | 1968 | 1975 | 1982 | 1990 | 1999 | 2006 | 2010 |
| ---- | ---- | ---- | ---- | ---- | ---- | ---- | ---- |
| 264  | 287  | 276  | 269  | 258  | 242  | 241  | 262  |

## Verwaltung
Bürgermeister (maire) ist seit 2008 Daniel Fromont.

## Sehenswürdigkeiten
- Kirche Saint-Martin
- Frühere Kirche Mariä Himmelfahrt (Notre-Dame de l’Assomption) in Vitermont
- Gemeindefriedhof mit Soldatenfriedhof